# José Victor Pires
José Victor Pires da Fonseca (São João de Meriti, 6 de julho de 1999) é um ator brasileiro.

## Carreira
Iniciou sua carreira em 2009, aos 10 anos de idade, fazendo campanhas publicitárias até conseguir seu primeiro papel na televisão, com uma participação na telenovela Ti Ti Ti, da TV Globo, como André Spina criança.
Em 2012 interpreta Iran criança na primeira fase de Avenida Brasil, também da TV Globo. No mesmo ano, migra para a TV Record onde interpreta o vilão infantil Serginho em Rebelde.
Em 2014 faz sua estreia no cinema como o jovem Márcio Guerra em Confissões de Adolescente. No mesmo ano retorna à TV Globo, com uma participação em Saramandaia, como Zico Rosado criança. No ano seguinte, interpreta Otávio em Boogie Oogie, seu primeiro papel regular numa novela da emissora.
Em 2015 ganha notoriedade ao interpretar Amenhotep na telenovela Os Dez Mandamentos da TV Record, e posteriormente no filme derivado da novela. No mesmo ano interpreta um jogador de futebol no filme Pelé: O Nascimento de uma Lenda.
Em 2017 interpreta Yan no filme Eu Fico Loko e Arturo na telenovela Belaventura. No ano seguinte, interpreta Tiago Menor na telenovela Jesus e Edir Macedo jovem na cinebiografia Nada a Perder.
Em 2019 interpreta Hugo Alves em Amor Sem Igual e no ano seguinte, faz o bruxo Tobby em Detetives do Prédio Azul, personagem que também interpreta em Boletim Extraordinário do Tobby e Acampamento de Magia para Jovens Bruxos.
Em 2022, na TV Globo, faz uma participação como Roni jovem em Quanto Mais Vida, Melhor!. e em 2024 retorna para a TV Record em Reis — A Decadência como Aimaás.

## Vida pessoal
Em setembro de 2021, assumiu estar namorando com a participante de reality shows Hariany Almeida. Após dez meses de namoro, os dois terminam a relação.
Em 13 de abril de 2023, com apenas 23 anos, teve sua primeira filha, fruto de um relacionamento com uma mulher de nome não divulgado.

## Filmografia

### Televisão
| Ano  | Título                                  | Personagem                   | Notas                               | Ref.         |
| ---- | --------------------------------------- | ---------------------------- | ----------------------------------- | ------------ |
| 2010 | Ti Ti Ti                                | André Spina (criança)        | Episódio: "19 de julho"             |              |
| 2012 | Avenida Brasil                          | Iran (criança)               | Episódios: "29 de março–2 de abril" | [ 2 ]        |
| 2012 | Tapas & Beijos                          | Cenoura (criança)            | Episódio: "Cenourinha Brasil"       |              |
| 2012 | Rebelde                                 | Sérgio Godoy (Serginho)      |                                     | [ 3 ]        |
| 2013 | Saramandaia                             | Zico Rosado (criança)        | Episódio: "24 de junho"             |              |
| 2013 | Gaby Estrella                           | Marcos Freire (Quinho)       |                                     |              |
| 2014 | Boogie Oogie                            | Otávio Miranda Romão         |                                     | [ 5 ] [ 38 ] |
| 2015 | Os Dez Mandamentos                      | Amenhotep                    |                                     | [ 39 ]       |
| 2017 | Belaventura                             | Arturo de Alencastro Bourbon |                                     |              |
| 2018 | Jesus                                   | Tiago de Alfeu (Tiago Menor) |                                     | [ 15 ]       |
| 2019 | Amor sem Igual                          | Hugo Alves                   |                                     |              |
| 2020 | Detetives do Prédio Azul                | Tobby Trons Cordeiro         |                                     | [ 21 ]       |
| 2020 | Boletim Extraordinário do Tobby         | Tobby Trons Cordeiro         |                                     |              |
| 2022 | Quanto Mais Vida, Melhor!               | Roni (jovem)                 |                                     | [ 26 ]       |
| 2023 | Acampamento de Magia para Jovens Bruxos | Tobby Trons Cordeiro         |                                     | [ 21 ]       |
| 2024 | Reis                                    | Aimaás                       |                                     | [ 27 ]       |
| 2025 | Paulo, O Apóstolo                       | Trófimo                      |                                     |              |

### Cinema
| Ano  | Título                                                     | Personagem            | Ref.   |
| ---- | ---------------------------------------------------------- | --------------------- | ------ |
| 2014 | Confissões de Adolescente                                  | Márcio Guerra (jovem) | [ 4 ]  |
| 2016 | Os Dez Mandamentos - O Filme                               | Amenhotep             |        |
| 2016 | Pelé: O Nascimento de uma Lenda                            | Jogador               |        |
| 2017 | Eu Fico Loko                                               | Yan                   | [ 9 ]  |
| 2018 | Nada a Perder                                              | Edir Macedo (jovem)   | [ 18 ] |
| 2025 | Detetives do Prédio Azul 4: O Fantástico Reino de Ondion † | Tobby                 | [ 40 ] |

## Teatro
| Ano  | Título            | Personagem      | Local                            |
| ---- | ----------------- | --------------- | -------------------------------- |
| 2015 | Conto de Verão    | Ângelo          |                                  |
| 2015 | Meninos e Meninas | Vinícius e Dudu | Teatro das Artes, Rio de Janeiro |